# Бедрій-Антей Анатоль Євгенович
Бедрій-Антей Анатоль Євгенович (4 травня 1931, м. Тернопіль — 31 жовтня 1996, м. Міссіссога, Канада) — український політичний і громадський діяч, історик, журналіст.

## Життєпис
Під час Другої світової війни сім'я виїхала до Німеччини.
Закінчив українську реалізовану гімназію в Новому Ульмі (1949). Згодом переїхав до США. Вищу освіту здобув в університетах Сіттон Голл (Нью-Йорк) і Колумбія та в Українському вільному університеті в Мюнхені.
Співзасновник і активіст товариства української студіюючої молоді ім. М. Міхновського, Спілки української молоді Америки, діяч організації оборони чотирьох свобід України (ООЧСУ), Українського конгресного комітету Америки. Керівник сектору ідеології у Проводі ОУН, голова комісії з підготовки Великих Зборів ОУН, головний редактор органу ОУН «Шлях Перемоги», член відновленого Українського Державного Правління, заснованого 30 червня 1941 у Львові.
Від 1977 — в Канаді.
Головний редактор тижневика «Гомін України» (1979—1980). Активіст Організації українських визвольник (державницький) фронту Канади, Антибільшовитського блоку народів (АБН) та інших.

## Доробок
Досліджував історію ОУН (від кінця 1960-х рр. працював над нарисом про її діяльність у 1939—1959, встиг підготувати перші 3 розділи) і УПА, АБН, проблеми культурології, політичної публіцистики, національно-визвольної революції, державного будівництва в сучасній Україні, писав про життя, діяльність і творчу спадщину Т. Шевченка, Є. Маланюка, Ю. Липи, Д. Донцова, М. Міхновського, Є. Коновальця, С. Бандери, В. Горбового, Р. Рахманного, Б. Стебельського, С. Стебельського, Д. Куп'яка, В. Іванишина та інших.
Автор числен. монографій, брошур, статей, повідомлень і рецентних у збірниках, журналах і газетах. Співпрацював із виданнями «Національна трибуна», «Українська думка», «Вісник ООЧСУ», «The Ukrainian Review», «The Ukrainian Quarterly», «ABN Correspondence» тощо. Залишив архів та бібліотеку творів про національно-визвольну боротьбу.